# Pythonidae
I pitoni (Pythonidae Fitzinger, 1826) sono una famiglia di serpenti diffusa in Africa, Asia e Australia. Tra i suoi membri figurano alcuni dei serpenti più grandi del mondo. Attualmente sono riconosciuti 8 generi e 40 specie.

## Distribuzione e habitat
Questa famiglia di squamati è riscontrabile nell'Africa subsahariana, India, Myanmar, Cina del sud, sud-est Asiatico e Oceania (dalle Filippine all'Indonesia, sino alla Nuova Guinea e all'Australia). Negli Stati Uniti è stato introdotto il Pitone delle rocce birmano, che ha assunto il ruolo di specie invasiva nel Parco Nazionale Everglades sin dagli anni novanta.

## Riproduzione
I pitoni sono ovipari. Questo li distingue dalla famiglia dei Boidi, che sono invece ovovivipari. Dopo aver deposto le uova, in genere le femmine le incubano sino alla schiusura. Per far ciò, esse provocano un effetto "brivido" dei muscoli, il che aumenta la loro temperatura corporea, e quindi anche quello delle uova. Mantenere le uova a temperatura costante è essenziale per lo sviluppo di embrioni sani. Durante l'incubazione le femmine non mangiano ed escono solo per riscaldarsi, al fine di aumentare la loro temperatura corporea.

## Tassonomia
La famiglia dei Pitonidi, in passato considerata una sottofamiglia dei Boidi, comprende 40 specie in 8 generi:
- Antaresia
  - Antaresia childreni (Gray, 1842)
  - Antaresia maculosa (Peters, 1873)
  - Antaresia perthensis (Stull, 1932)
  - Antaresia stimsoni (Smith, 1985)
- Aspidites
  - Aspidites melanocephalus (Krefft, 1864)
  - Aspidites ramsayi (Macleay, 1882)
- Bothrochilus
  - Bothrochilus albertisii (Peters & Doria, 1878)
  - Bothrochilus bennettorum (Hoser, 2000)
  - Bothrochilus biakensis (Schleip, 2008)
  - Bothrochilus boa (Schlegel, 1837)
  - Bothrochilus fredparkeri (Schleip, 2008)
  - Bothrochilus hoserae (Hoser, 2000)
  - Bothrochilus huonensis (Schleip, 2008)
- Liasis
  - Liasis fuscus Peters, 1873
  - Liasis mackloti Duméril & Bibron, 1844
  - Liasis olivaceus Gray, 1842
  - Liasis papuana (Peters & Doria, 1878)
- Malayopython
  - Malayopython reticulatus (Schneider, 1801)
  - Malayopython timoriensis (Peters, 1876)
- Morelia
  - Morelia bredli (Gow, 1981)
  - Morelia carinata (Smith, 1981)
  - Morelia spilota (Lacépède, 1804)
  - Morelia viridis (Schlegel, 1872)
- Python
  - Python anchietae Bocage, 1887
  - Python bivittatus Kuhl, 1820
  - Python breitensteini Steindachner, 1881
  - Python brongersmai Stull, 1938
  - Python curtus Schlegel, 1872
  - Python kyaiktiyo Zug, Gotte & Jacobs, 2011
  - Python molurus (Linnaeus, 1758)
  - Python natalensis Smith, 1840
  - Python regius (Shaw, 1802)
  - Python sebae (Gmelin, 1789)
- Simalia
  - Simalia amethistina (Schneider, 1801)
  - Simalia boeleni (Brongersma, 1953)
  - Simalia clastolepis (Harvey, Barker, Ammerman & Chippindale, 2000)
  - Simalia kinghorni (Stull, 1933)
  - Simalia nauta (Harvey, Barker, Ammerman & Chippindale, 2000)
  - Simalia oenpelliensis (Gow, 1977)
  - Simalia tracyae (Harvey, Barker, Ammerman & Chippindale, 2000)

### Alcune specie

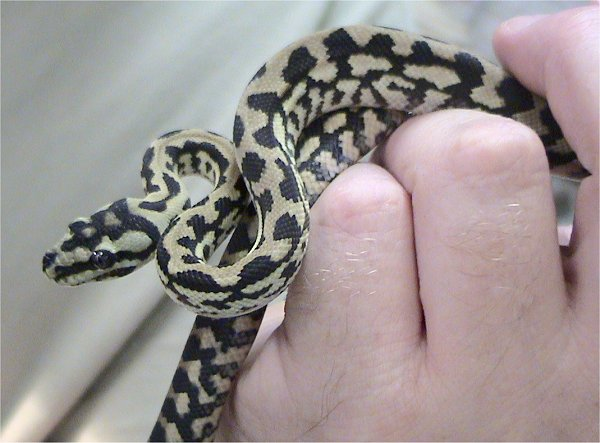
Pitone tappeto Morelia spilota
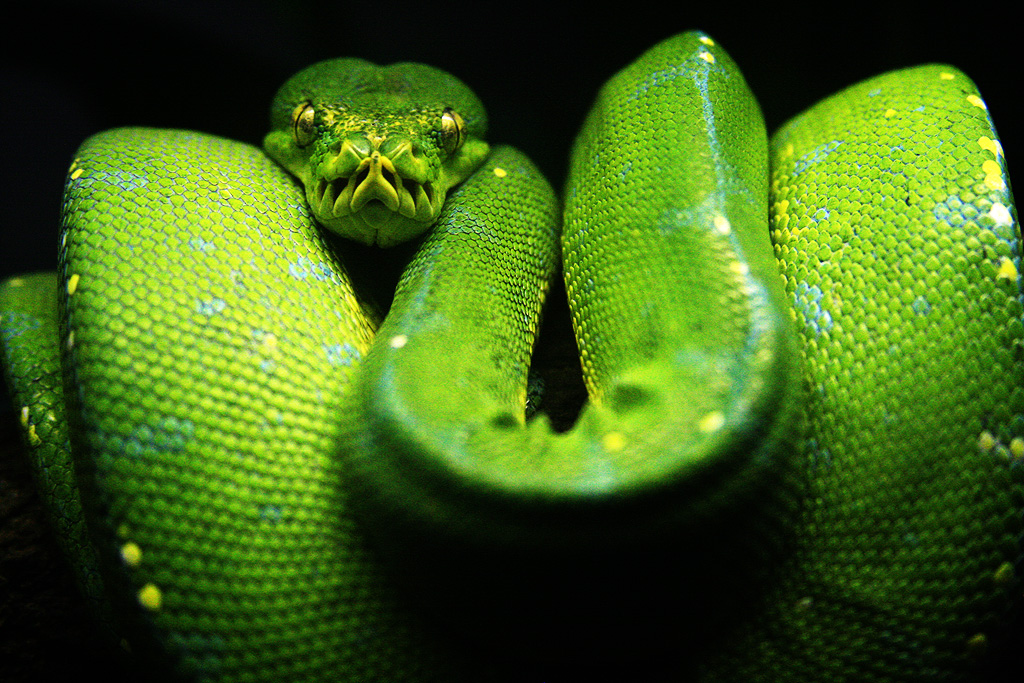
Pitone verde Morelia viridis
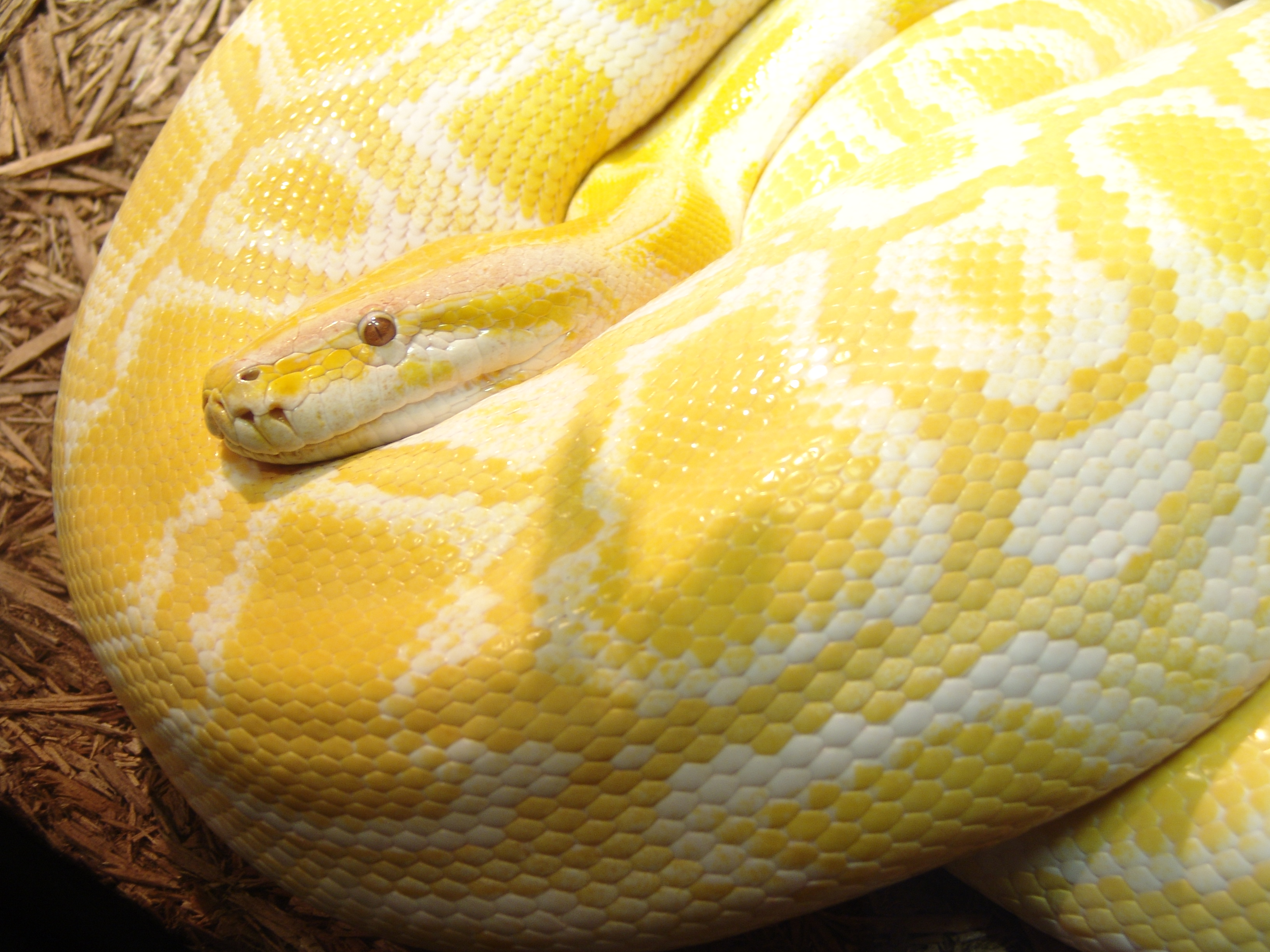
Pitone delle rocce indiano Python molurus
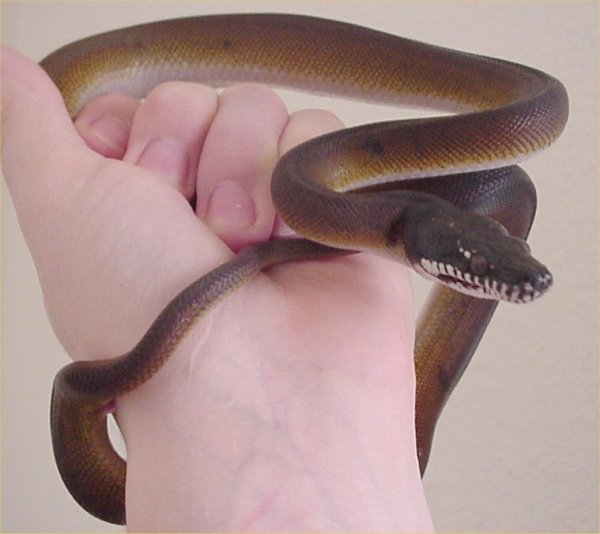
Bothrochilus albertisii

## Conservazione
Molte specie sono state cacciate aggressivamente sino alla decimazione. Un esempio è il pitone delle rocce indiano.